# Giulio Foresti
Giulio Foresti (Bergamo, 31 agosto 1888 – Bergamo, 4 marzo 1965) è stato un pilota automobilistico italiano.

## Biografia

### Gli anni 10
Nel 1911 partecipa al Raid Torino-Pietroburgo su Itala. Nel 1912 ripete il Raid, e all'arrivo consegna la propria vettura, una Itala Avalve, allo zar Nicola II. Al Gran Premio di Francia del 1913 ottiene il quinto posto sempre su Itala. Nello stesso anno giunge secondo, dietro a Malcolm Campbell, alla 100 miglia corsa a Brooklands. Ottiene inoltre la vittoria alla Long handicap davanti a Louis Coatalen..

### Gli anni 20 e 30

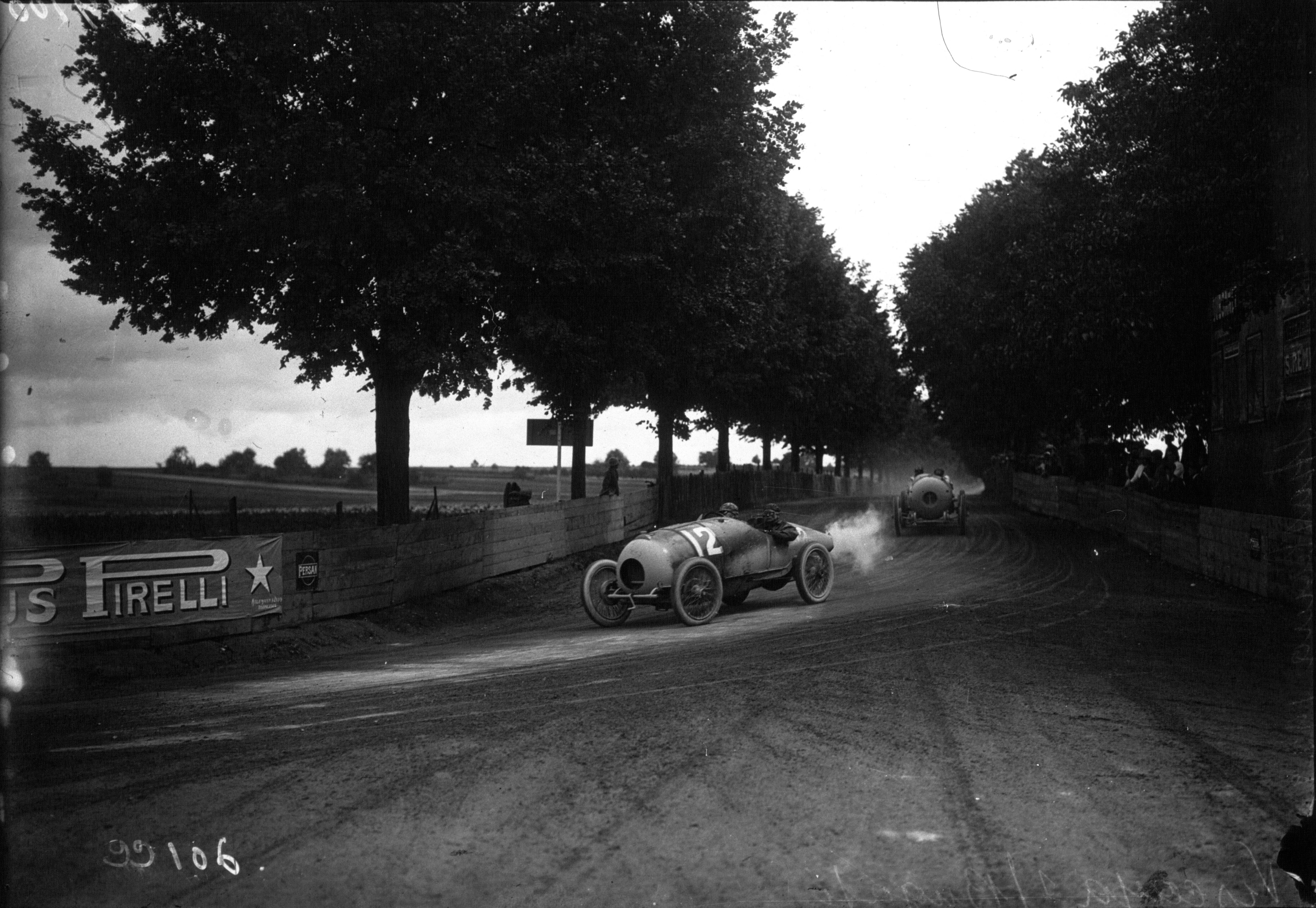
Foresti al Gran Premio di Francia 1922

Nel 1921 ottenne il sesto posto assoluto e la vittoria nella classe 3000 cm³ alla Targa Florio. Nel 1922 ottenne il terzo posto alla Targa Florio e prese parte al Gran Premio di Francia, ma fu costretto al ritiro all'ultimo giro quando era in seconda posizione. 
Fu tra i pochi piloti italiani al via della 24 Ore di Le Mans 1924. Insieme a Arthur Duray portò in gara una Ariès 3-Litre, ma furono costretti al ritiro.
Nello stesso anno prese parte alla Targa Florio, dove giungerà ottavo su Peugeot Type 174, e al Gran Premio d'Italia, che concluderà al sesto posto su Rolland-Pilain. 
Con una OM 665 "Superba" delle Officine Meccaniche prenderà parte alla 24 Ore di Le Mans 1925, concluderà al quinto posto assoluto assieme a Aimé Vassiaux, mentre all'edizione 1926 otterrà il quarto posto assoluto, nonché la vittoria di categoria, assieme a Ferdinando Minoia.
Nel 1925 giunse diciannovesimo alla 24 Ore di Spa su OM 665 e settimo al Gran Premio d'Italia su Bugatti tipo 35. Nel 1929 ottenne il secondo posto al Giro di Sicilia e il sedicesimo alla Mille Miglia, entrambi ottenuti su OM 665.
Nel 1928 conquistò la vittoria alla Targa Abruzzo su Bugatti.
Nel 1930 ottenne il nono posto assoluto alla Mille Miglia su Alfa Romeo 6C 1750 GS, mentre nelle tre edizioni successive fu sempre costretto al ritiro.

### Il tentato record

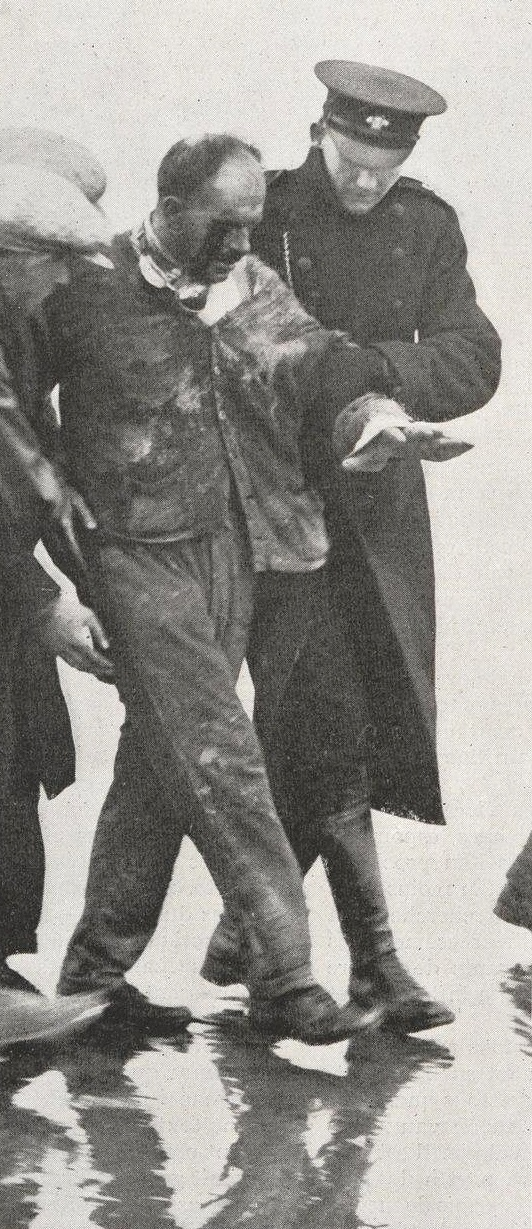
Foresti viene soccorso dopo l'incidente con la Djelmo

Assieme a Felice Nazzaro, in quegli anni fu l'unico italiano a tentare la conquista del record di velocità terrestre.
L'auto era la Djelmo, progettata da Edmond Moglia e finanziata da un principe egiziano. La base era il progetto di una vettura da Gran Premio, mai costruita, realizzato alla Sunbeam da Louis Coatalen e Vincenzo Bertarione. Moglia e Foresti furono ingaggiati nel 1923, mentre i primi test furono effettuati l'anno successivo a Marsiglia, dove la Djelmo fu cronometrata a 257 km/h. Sebbene il tentativo non fosse valido come record, il risultato fu superiore al record di velocità di 235 km/h, in quel momento detenuto dalla Sunbeam 350 HP di Malcolm Campbell. Il tentativo vero e proprio avrebbe dovuto avere luogo negli Stati Uniti nel 1925, ma lo sviluppo della vettura era in ritardo. Nel 1927, Henry Segrave, alla guida della Sunbeam 1000 HP, aveva portato il record a 327,98 km/h. Tale limite era considerato fuori portata per la Djelmo, il cui motore sviluppavano circa 400-450 CV. Foresti tentò allora di conquistare il record britannico, detenuto in quel momento dal Napier-Campbell Blue Bird di Campbell e pari a 281,44 km/h.
Spostatosi praticamente da solo a Pendine Sands, a causa dei ritardi nell'approvvigionamento dei ricambi, Foresti rimase mesi a preparare il tentativo di record. Il 26 novembre 1927, durante un test, Foresti perse il controllo della vettura a circa 240 km/h. La vettura rimase completamente distrutta, ma Foresti, che indossava come abitudine solo un paio di occhialoni, riportò solo ferite lievi.

## Risultati nella 24 Ore di Le Mans
| Stagione | Risultato | Team                | Vettura          |
| -------- | --------- | ------------------- | ---------------- |
| 1924     | Rit       |                     | OM 665 "Superba" |
| 1925     | 5         | Officine Meccaniche | OM 665 "Superba" |
| 1926     | 4         | Officine Meccaniche | OM 665 "Superba" |